# Interrégionaux Nord de cross-country
Les Interrégionaux Nord de cross-country sont l'une des neuf demi-finales des Championnats de France de cross-country qui correspond au championnat des Hauts-de-France de cross-country. 

## Histoire
Avant 2017, Il comprenait  les qualifiés issus des championnats régionaux du Nord-Pas-de-Calais, de Picardie ainsi que ceux de Champagne-Ardenne. À la suite du nouveau découpage des régions administratifs de 2016, cette compétition se nomme championnat des Hauts-de-France, et l'ancienne région de Champagne-Ardenne participe à présent aux Interrégionaux Nord-Est de cross-country.

## Palmarès cross long hommes
- 1993 : Arnaud Fourdin
- 1994 : Michaël Dufermont
- 1995 : Tony Rapisarda
- 1996 : Bertrand Itsweire
- 1997 : Serge Toson
- 1998 : Mokhtar Benhari
- 1999 : Mokhtar Benhari
- 2000 : Benoît Zwierzchlewski
- 2001 : Mohamed El Ghazouani
- 2002 : Rachid Chékhémani
- 2003 : Radouan El Barni
- 2004 : Djamel Bachiri
- 2005 : Djamel Bachiri
- 2006 : Abdelghani Lahlali
- 2007 : Stéphane Chopin
- 2008 : Irba Lakhal
- 2009 : Irba Lakhal
- 2010 : Irba Lakhal
- 2011 : Yassine Mandour
- 2012 : Irba Lakhal
- 2013 : Yassine Mandour
- 2014 : Yassine Mandour
- 2015 : Vincent Luis
- 2016 : Vincent Luis
- 2017 : Emmanuel Roudolff-Lévisse
- 2018 : Hicham Briki
- 2019 : François Leprovost
- 2020 : Hicham Briki
- 2021 : Simon Denissel
- 2022 : Hicham Briki
- 2023 : Ludovic Bour
- 2024 : Ludovic Bour
- 2025 : Hugo Macquet

## Palmarès cross long femmes
- 2000 : Maria Martins
- 2001 : Antonina Fremaux
- 2002 : Maria Martins
- 2003 : Laurence Duquenoy
- 2004 : Elena Fetizon
- 2005 : Maria Martins
- 2006 : Elena Fetizon
- 2007 : Gwendoline Despres
- 2008 : Constance Devillers
- 2009 : Maryline Pellen
- 2010 : Samira Mezeghrane
- 2011 : Maryline Pellen
- 2012 : Maryline Pellen
- 2013 : Sandra Beuvière
- 2014 : Julie Giacomelli
- 2015 : Ludivine Lacroix
- 2016 : Léa Plumecocq
- 2017 : Mélanie Doutart
- 2018 : Mélanie Doutart
- 2019 : Julie Sylvain
- 2020 : Julie Sylvain
- 2021 : Mélanie Doutart
- 2022 : Mélanie Doutart
- 2023 : Mélanie Doutart
- 2024 : Mélanie Doutart
- 2025 : Magali Jaunet